# Prager Könyvkiadó
Prager Jenő 1894. május 28-án született Budapesten. A csehországi Liberec textilipari főiskolára járt, itt került kapcsolatba a munkásmozgalommal. Hazatérte után belépett a Magyarországi Szociáldemokrata Pártba.
Az első ismert kiadványai 1931-ben jelentek meg a Das Gesicht der Zeit című német nyelvű sorozat keretében Bécsben.
A bécsi működés idején néhány magyar nyelvű könyvet is megjelentetett. A francia Monde-val megindítottak egy szépirodalmi sorozatot, az Editions de Monde-t. A Monde Magyar Könyvei sorozaton belül négy könyv jelent meg: Teraszov-Rogyionov: Csokoládé, Ernst Glaeser: A 902-esek, Jaroslav Hašek: Švejk, Szilágyi András egyik regénye.
A kiadó 1934-ben költözött Pozsonyba. 1936 előtt több nyomdával is együtt dolgozott, végül a Slovenska Grafiával maradt tartós a kapcsolata.

## „Polgári politikusok sorozat”
Prager sorozatai cseh és szlovák polgári politikusok műveinek kiadásával kezdődött. De ezek nem voltak sorozatba foglalva.
Először Tomáš Garrigue Masaryk, a Csehszlovák Köztársaság első elnökének összeállított öt kötetes művével indítottak. A válogatás címe A Magyar Masaryk, 1935 elején jelent meg. A kötetek címei: A modern ember és a vallás; Erkölcsi problémák; Politikai gondolatok; A nemzetiségi kérdés; Az antiszemitizmus.
Eduard Beneš: Nemzetek forradalma munkája 3 kötetben jelent meg a Prager Kiadónál 1936 szeptemberében. Propaganda céljából készítettek ingyen osztogatható népszerűsítő kiadványokat is.

## Az Új Európa Könyvesháza
1935 második felében elindult Az Új Európa Könyvesháza című sorozat. Az indulás előtt Prager több újságban is megjelentetett propagandacikkeket az új sorozatról.  Új magyar és elismert külföldi írók műveit szerette volna kiadni. Tervbe volt véve Čapek négy írása: Hordubal; Meteor; Egy mindennapi élet; Dásenka, egy kis foxi élete, Verdaguer Álomszigete, Kisch: Tilos a bemenet, Olbracht: Suhaj, a betyár, Leonhard Frank: Az elsodort testvérek. Az első kötet Čapek Hordubal című műve volt, amit Mario Verdaguer Álomszigete követett. 1936-ban sorra jöttek ki a nyomdából a betervezett könyvek: Karel Čapek: Meteor, Leonhard Frank: Az elsodort testvérek, Egon Erwin Kisch: Tilos a bemenet, Ivan Olbracht: Suhaj, a betyár, Ilja Ehrenburg: Tizenhárom pipa. 
Egy magyarázat szerint azért választották ismeretlenebb írók műveit a sorozat első köteteinek, hogy Magyarországon elkerülje a hivatalos szervek figyelmét. 
1936 novemberében ismét megjelentetett egy propagandacikket a Csehszlovákiai Népszavában és a Magyar Újságban. Eszerint a karácsonyi könyvpiacon hat könyvvel jelentkezett a Prager könyvkiadó; Ilja Ehrenburg: Tizenhárom pipa, Egon Erwin Kisch: Ázsia újjászületett, Révész Béla: S lehullunk az őszi avaron, Révész Béla: Ady relikviák (Ady-dokumentumok könyve címen jelent meg), Ignazio Silone: Bor és kenyér (két kötetben). 
Az Új Európa Könyvesháza sorozat újabb kötetekkel bővült 1937-ben. Ebben az évben 15 művet terveztek kiadni. Ráadásul még egy 10 könyvből álló sorozatot is tervbe vettek, amik szlovákiai magyar írók írásait tartalmaznák. De ebben az évben egy könyvet sem adtak ki a magyar sorozatból. 
Az 1937-re tervezett könyvekből nem minden jelent meg az adott évben. Valami már előző év karácsonyára kijött a nyomdából, viszont egyes műveket előre hoztak. Például Brentano, Dos Passos és Pollatschek, Kisch és Knepper riportkötetei, és Heiden Hitlerről szóló könyve, és Cisek román író regénye is ebben az évben került kiadásra, mintahogyan Wittlin regénye is, Čapek Mi vagy ők-utánunk a szalamandrák c. két kötetes írása szintén.
Čapek Egy mindennapi élet művét még 1935-re tervezték, azonban azt is csak ebben az évben adták ki. Mintahogyan a Fehér kór című drámáját, miután nagy sikere lett színdarabként bemutatva a pozsonyi Szlovák Színházban. 
Erre az évre egy tíz könyvből álló sorozatot terveztek. Ebből 1937-ben semmi nem valósult meg, pedig az olvasóközönség várta a csehszlovákiai magyar írók műveit.
Az Érsekújvári Parlament kezdeményezésére Szlovákia nagyobb városaiban könyvnapokat szerettek volna rendezni 1936. szeptember 26-28 között. Több támadás érte és különböző okok miatt végül sose tartották meg.
A pozsonyi könyvkiállítás 1936 decemberében rendezték meg. Előtte már a sajtó is több ízben írt róla. A kiállítást a Carlton Szállóban, 1936. december 9-én nyitották meg. A kiállításon majdnem minden működő könyvkiadó részt vett. A sajtó igen jó véleménnyel volt a Prager Kiadóról és kiadványairól.
1938-ban a sorozat 14 művel bővült volna, de csak 9 alkotás jelent meg: három szovjet, két cseh író könyve, Tschuppik és Kesten regényei, egy magyar szerző műve és Gunther Európa politikai helyzetét tárgyaló írása. 4 írás kiadatlan maradt: Roark Bradford: A fekete úristen és az izraelita urak (1961-ben Ádám apánk és gyermekei címmel a Táncsics könyvkiadónál jelent meg), Konrad Heiden Hitlerről szóló könyvének második része: Egy ember Európa ellen, Upton Sinclair: William Fox, Hronsky: Egy a millióból című.
Győry Dezső saját és még kilenc szlovákiai magyar írótársa nevében, egy levélben kérte fel Prager Jenőt, egy irodalmi folyóirat kiadására, amit Prager örömmel vállalt is. Azonban ez a terv soha nem valósult meg.

## Az Új Európa Kistükre
1938 elején indult egy új szépirodalmi sorozat, aminek az egyik jelentősége, hogy olcsóbban tudott hozzáférni az olvasó közönség. 1938-ra 12 művet szándékoztak kiadni, köztük két magyar regényt. A tervezett írásokból csak hatot sikerült megjelentetni: Ehrenburg: Ilja Ehrenburg a spanyol hadszíntérről jelenti, Feuchtwanger: Vallomás Moszkváról, Egon Erwin Kisch: A hét gettó, Tiberiu Mosoiu: Csodálatos utazás napkelet országába, Ignazio Silone: Utazás Párizsba, Milo Urban: Az élő ostor. 
Urban művének kiadását már 1937-ben tervezte a kiadó.
A kiadó egy könyvklubot szervezett, bizonyos Bibliotheca Humana-t, Az Új Európa Kistükre köteteinek terjesztése érdekében. 
A sorozat Ehrenburg könyvével indult, az Ilja Ehrenburg a spanyol hadszíntérről jelenti-vel, 1938. február 15-én. A második kiadvány a sorozatban Kirch A hét gettó műve volt, a harmadik Feuchtwanger: Vallomás Moszkváról. Urban: Az élő ostor júniusban látott napvilágot két kötetben. A Magyar Nap csak szeptember 23-i számában került róla cikk, az utána kiadott Silone: Utazás Párizsba és Mosoiu: Csodálatos utazás napkelet országába-ról nem került írás a csehszlovákiai magyar nyelvű sajtóba. A Csodálatos utazás napkelet országába volt a legutolsó mű, amit kiadott a Prager-kiadó.

## Sorozaton kívül megjelent kiadványok
Az első Csehszlovákiában kiadott magyar könyve Sándor Ernő karcolatainak gyűjteménye, az Őszintén mondom.
A második könyv Karel Čapek: Dásenka, egy kis foxi élete című regénye volt, a szerző által készített rajzokkal és fényképekkel illusztrálva.
Anton Straka Cseh és szlovák költők antológiája kötetét 1936 tavaszán jelentette meg a Prager kiadó. Előtte néhány hónappal Budapesten a Renaissance kiadó már kiadta ezt a művet. Straka már 1932-ben elkezdte írását. Rendszeresen tartott lakásán irodalmi összejöveteleket. A látogatók közül kerültek ki a könyv fordítói, mint például József Attila, Illyés Gyula, Patai Edith, Szabó Lőrinc.
Frantisek Halaš Anyókák című lírai írását is a Prager kiadó adta ki. A művet Anton Straka fordította, ami először a Szép Szó 1937. októberi számban jelent meg.
Déznai Viktor és Gárdonyi István A D-terv című regénye is 1937-ben jelent meg. A könyvben nincs feltüntetve a kiadó neve.
Ezeken kívül még készülhettek sorozaton kívüli kiadványok, de csak ezek találhatóak meg a kiadó könyvjegyzékében.

## A Prager Könyvkiadó pozsonyi működése idején megjelentetett német nyelvű könyvek
A német nyelvű könyvek nincsenek sorozatba szedve. A Szudétanémetek Szociáldemokrata Párt tagjainak művei ezek.
A menekült osztrák szociáldemokraták egyik vezetőjének Otto Bauer Zwischen zwei Weltkriegen? Die Kriese der Weltwirtschaft, der Demokratie und des Sozialismus című írása 1936-ban lett kiadva. Híven bemutatja az európai munkásmozgalom kettészakadását.
Karl Marx Der 18. Brumaire des Louis Bonaparte című munkáját, Otto Bauer előszavával lett kiadva.
Julius Deutsch a Csehszlovákiában élő szociáldemokrata emigránsok vezetője lett. Prager a Kontinent in Gärung. Amerikanische Reisebilder című írását adta ki 1935-ben, ami a szerző amerikai élményeit foglalja össze.
1936-ban jelent meg a Szudétanémet Szociáldemokrata Párt vezetője, Wenzel Jaksch által írt, Volk und Arbeiter. Deutschlands europäische Sendung műve. A könyvben a német munkáspártok vereségének okát elemezte.
Otto Friedrich könyve a Weise von Zion az antiszemitizmus ellen akarta felvenni a harcot az antifasiszta magatartással.
A Prager Verlag és a menekült osztrák szociáldemokraták szoros kapcsolatban voltak egymással. Az említett szociáldemokraták által 1934 májusában indított folyóiratában, a Der Kampf-ban rendszeresen jelentek meg recenziók a német nyelvű Prager-kiadványokról.